# Каменный город Куклица

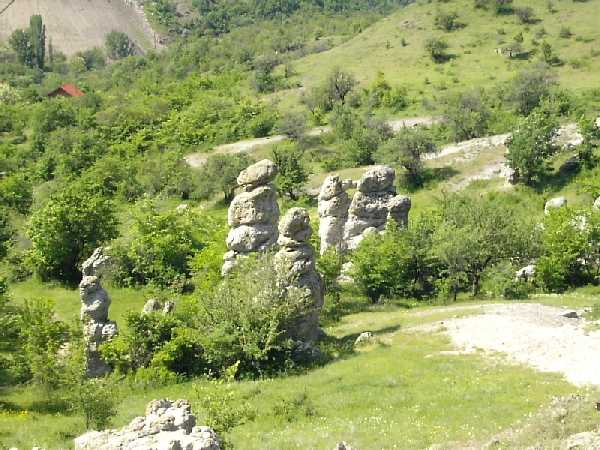
Каменные столбы

Каменный город Куклица или Долина кукол — уникальный природный ландшафт, включающий более 120 каменных столбов естественного происхождения в деревне Куклица общины Кратово на севере Северной Македонии. Входит в число крупнейших достопримечательностей региона, популярный туристический объект.

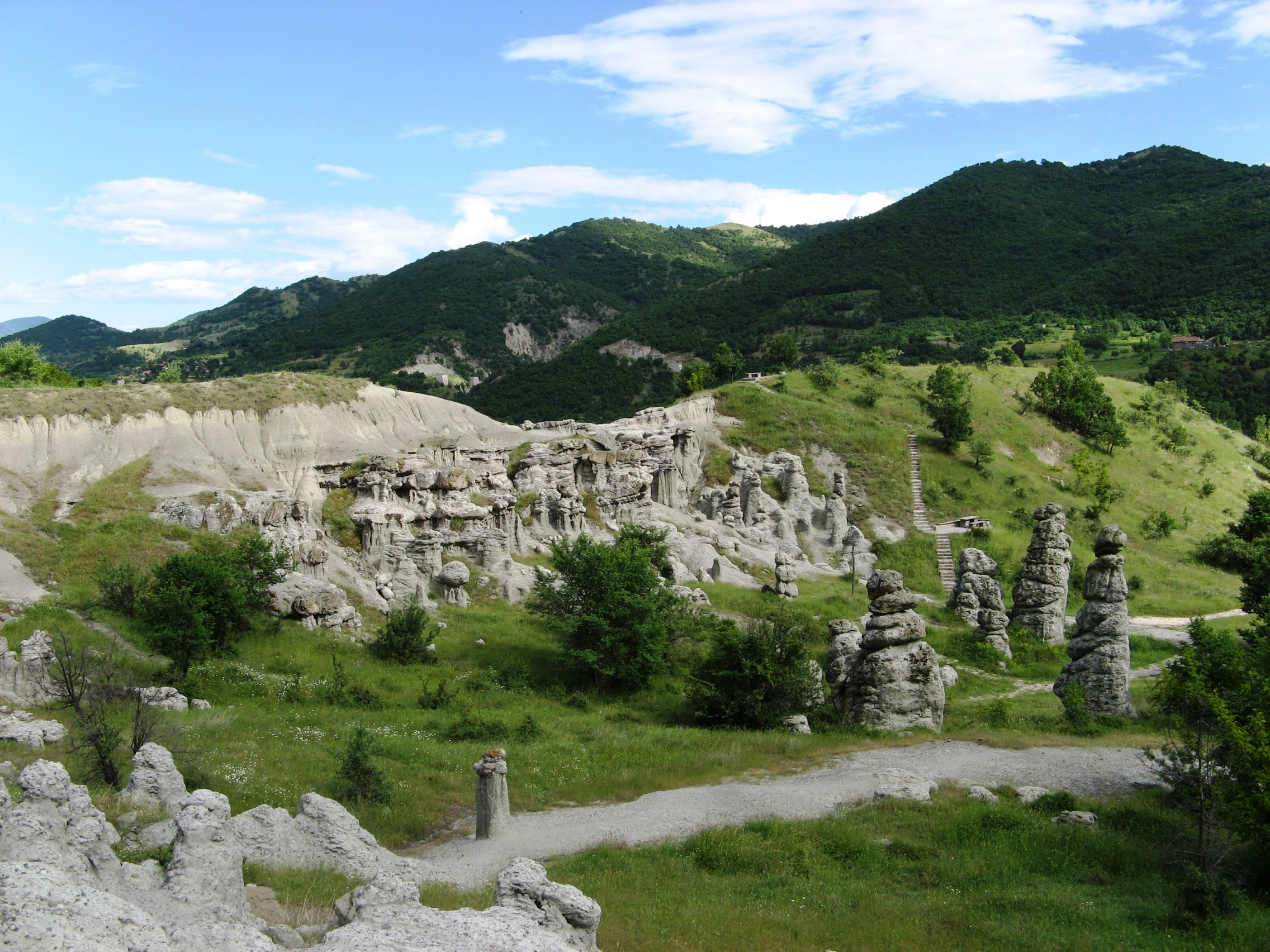
Каменный город Куклица

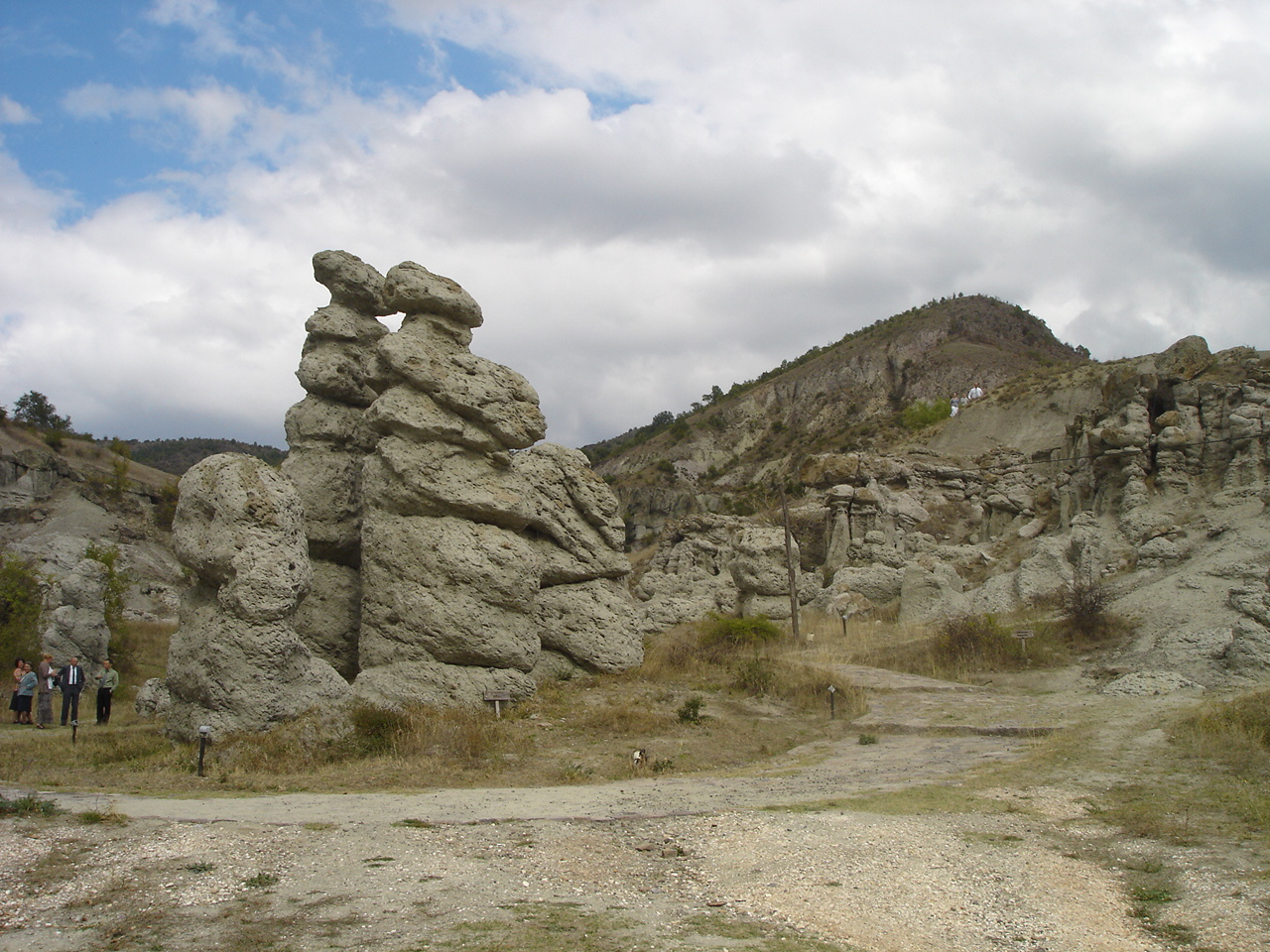
«Жених и невеста»

Каменный город расположен в восьми километрах к северо-западу от города Кратово, в долине на правом берегу реки Крива. Область с каменными фигурами находится на высоте 415-420 метров над уровнем моря, простирается на площади около 0,3 км². Фигуры, отдалённо напоминающие людей или кукол (отсюда название «Долина кукуол») имеют разную величину, различаются по высоте и форме. Наиболее известными являются две стоящие рядом крупные фигуры, прозванные в народе «Женихом и невестой».
Существуют несколько легенд, объясняющих появление на этих землях каменных столбов. Наиболее известна из них легенда о мужчине, который не мог выбрать, на какой из двух женщин ему жениться, и в итоге решил жениться сразу на обеих, назначив обе свадьбы на один день — в итоге одна из невест пошла посмотреть на другую свадьбу и застала своего будущего мужа с другой невестой — в результате разгневанная женщина прокляла их, и все участники свадьбы обратились в камень. В соответствии с другой легендой, когда-то эти земли были полностью пустынным, во время войны здесь проходило войско, и из-за крайне низкой температуры воздуха все солдаты этого войска окаменели. По словам местных жителей, новые фигуры появляются в долине каждые 5-6 лет.
Проведённые научные исследования объясняют возникновение каменных столбов естественными коррозионными процессами, происходившими в эпоху Голоцена в последние 100 тысяч лет. Основным фактором их образования стала разница в эродируемости существовавших здесь вулканических горных пород. Это стало возможным благодаря тому, что около 30 млн лет назад лежащий у основания мягкий вулканический туф покрылся сверху цельными прочными андезитами и игнимбритами. Всего на Балканах есть четыре места с подобными природными аномалиями, в том числе три из них расположены на территории Северной Македонии и один в Сербии — так называемый Город Дьявола.

## Галерея

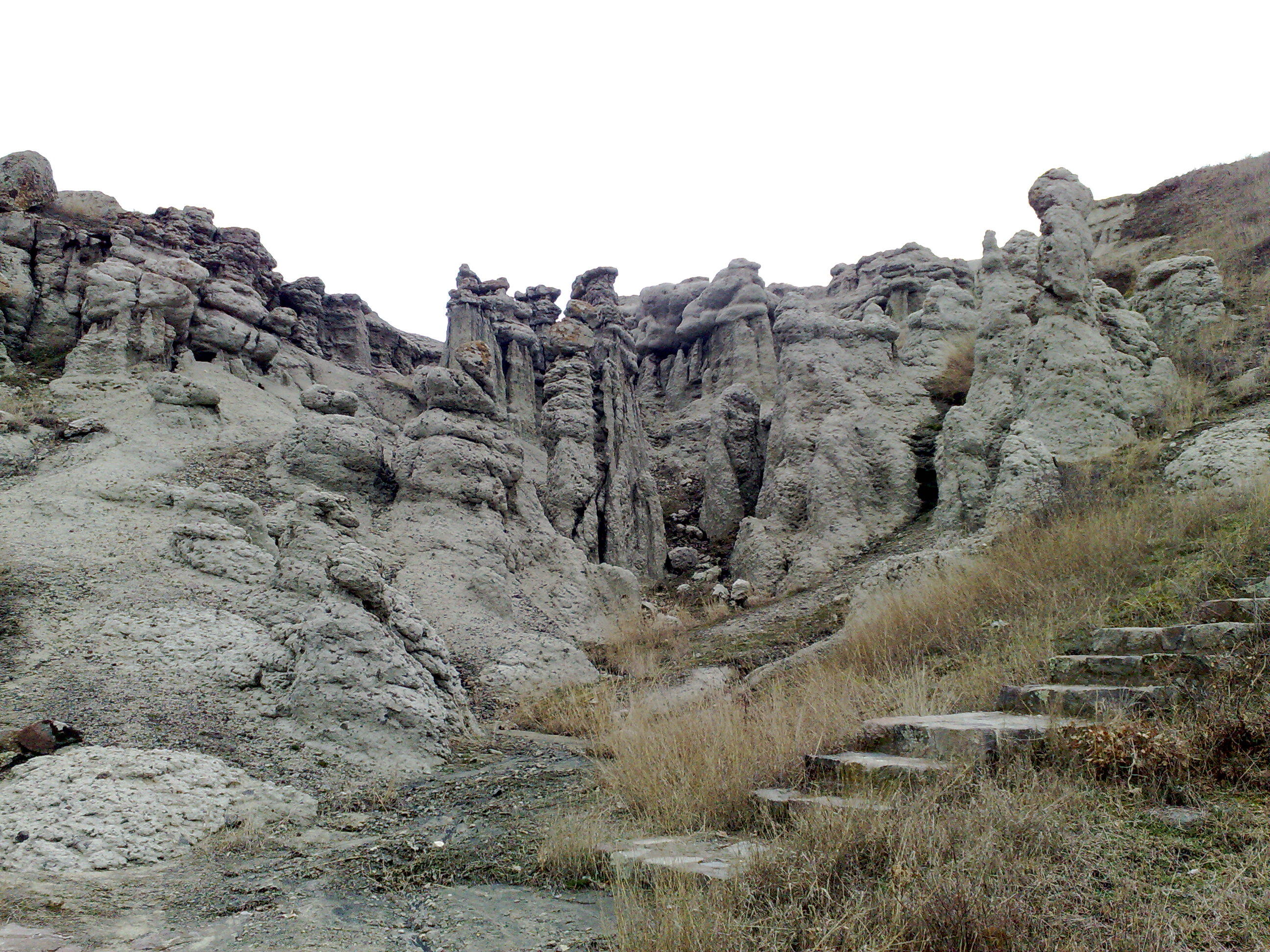
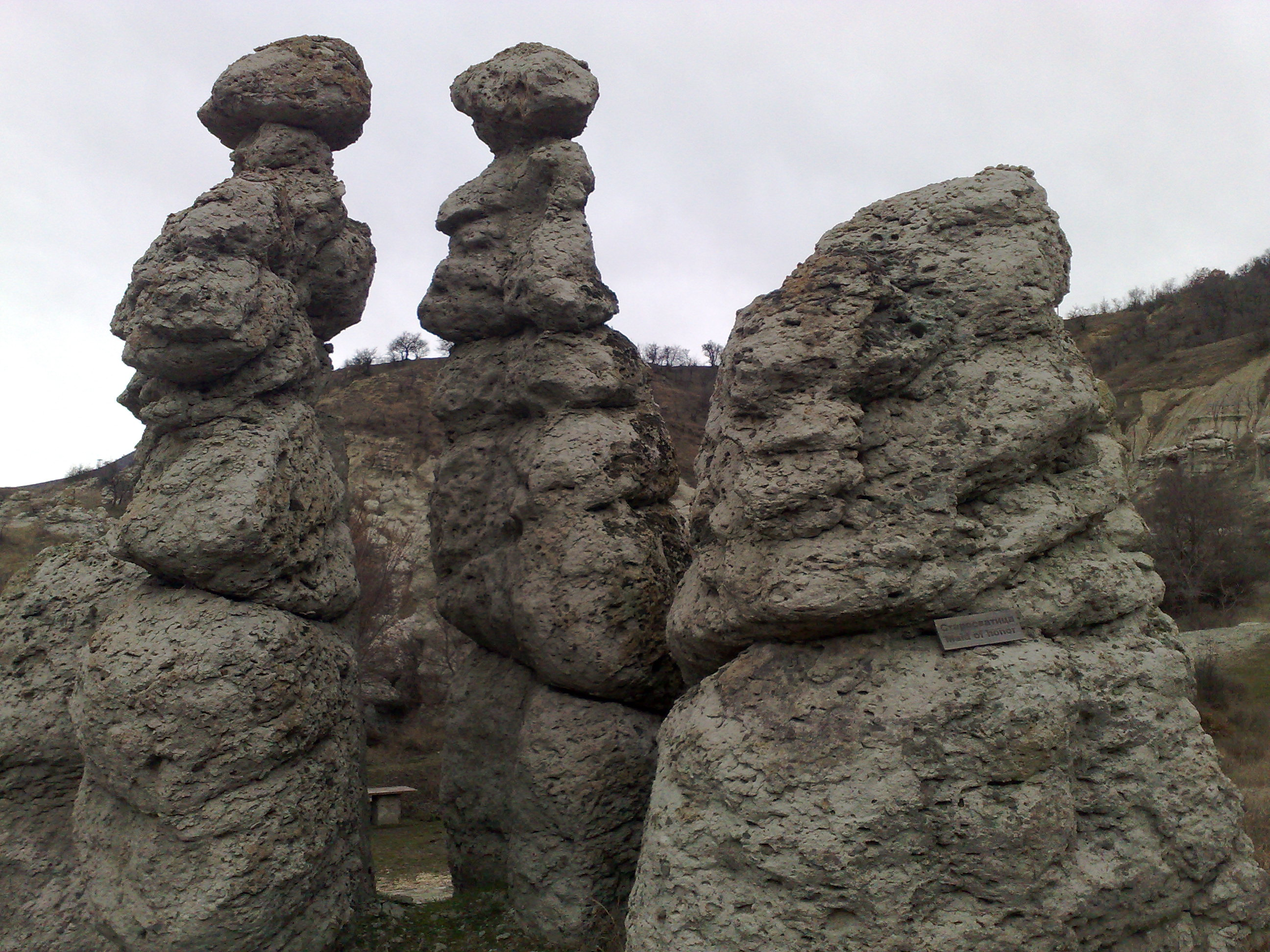
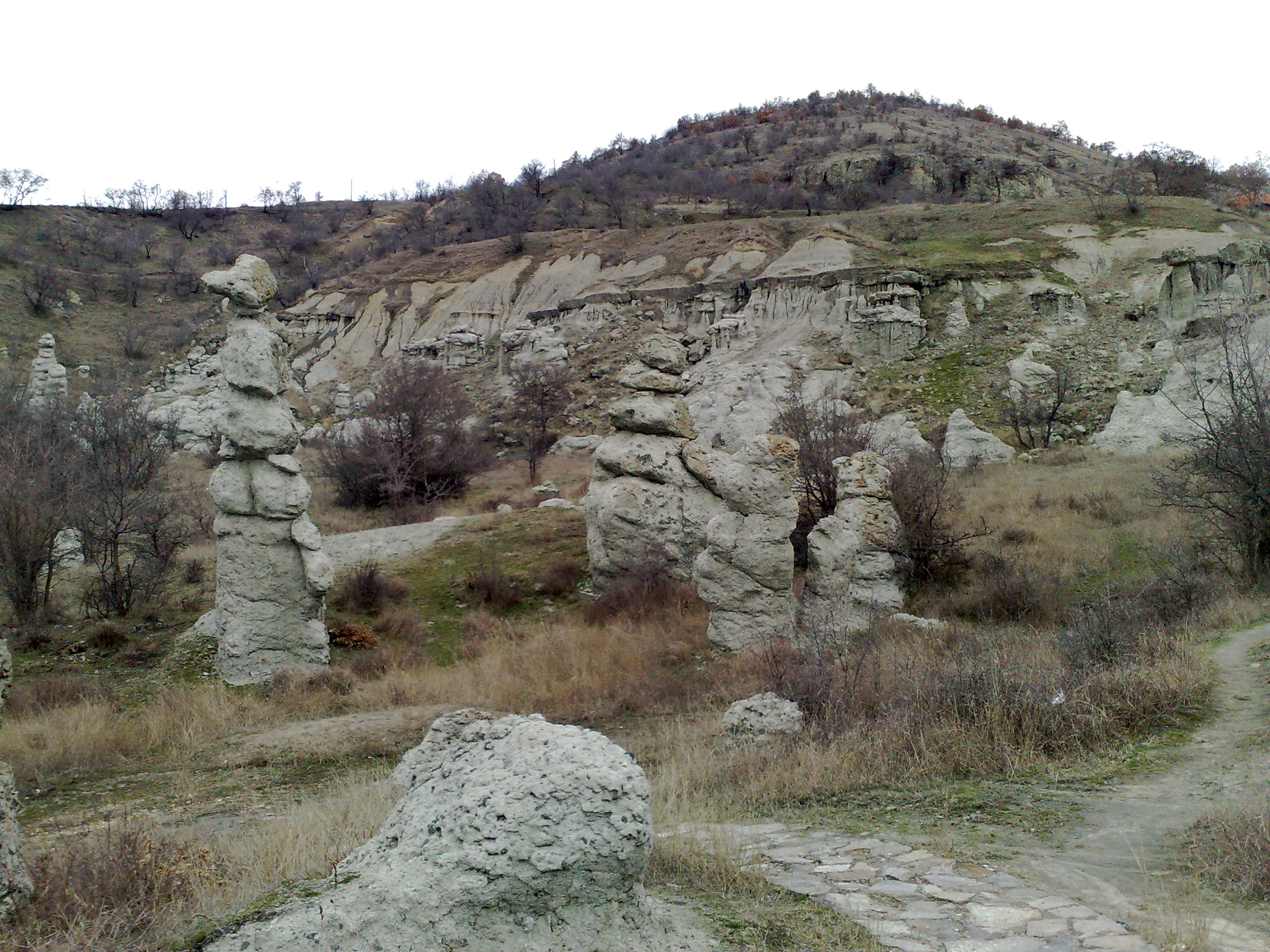
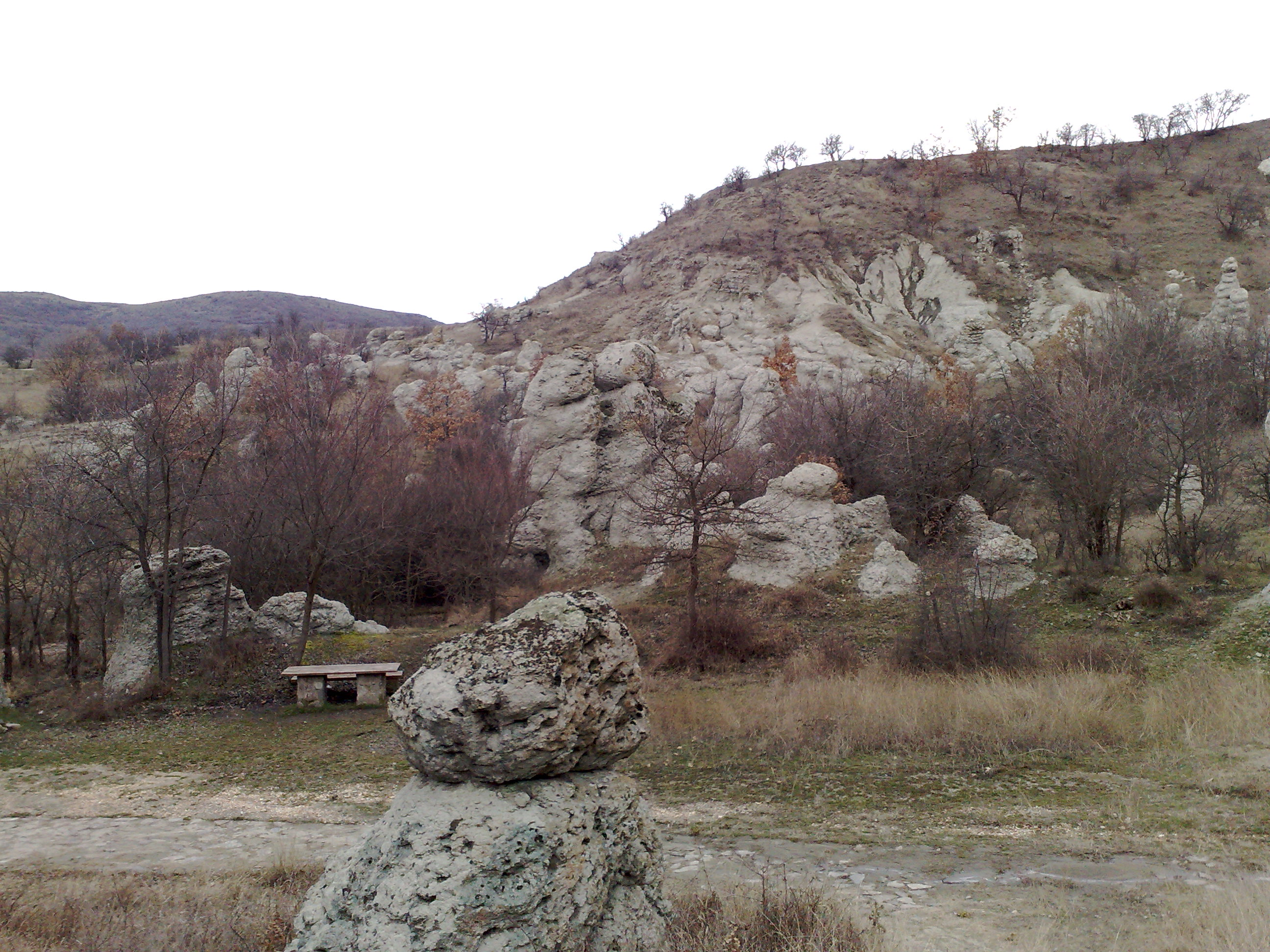